# Сирійська Республіка (1930—1958)
Сирійська Республіка (араб. الجمهورية السورية, латиніз. Al-Jumhūriyyah Al-Sūriyyah, фр. République syrienne) — колишня держава, що була створена в 1930 році як складова частина Французького мандату в Сирії та Лівані, наступниця Держави Сирія. Договір про незалежність був розроблений в 1936 році, про надання незалежності Сирії та закінчення офіційної французької влади, але французький парламент відмовився прийняти умови угоди. 1940–1941 рік, Сирійська республіка знаходилася під контролем Вішістів, пізніше під владою Вільної Франції, а з 1946 році стала суверенною державою. У 1958 році Сирійська Республіка разом з Республікою Єгипет утворили Об'єднану Арабську Республіку.

## Французький мандат до франко-сирійського договору про незалежність
Проект нової конституції було обговорено Установчими Зборами, обраними в квітні 1928 року, проте через політичну кризу, збори було розпущено 9 серпня 1928. 14 травня 1930, держава Сирія була оголошена Республікою Сирія та сирійська нова конституція була підписана французьким Верховним комісаром, в той же час він підписав Ліванську конституцію, Регламент санджака Александретта, Статут Алавійського уряду, Статут держави Джебель аль-друз..
У грудні 1931 — січні 1932 були проведені перші вибори відповідно до нової конституції були проведені в рамках виборчого закону, що передбачає «представництво релігійних меншин», як, передбачене статтею 37 Конституції. Національний Блок був у меншості у новій палата депутатів отримав лише 16 місць з 70, у зв'язку з інтенсивною фальсифікацію французької влади.
У 1933 році Франція намагалася нав'язати договір про незалежність з сильними поступками на користь Франції. Франція пообіцяла надати поступово незалежність, але вимагали збереження контролю Франції над сирійськими горами. Сирійський голова держави в той час був французькою маріонеткою, Мухаммед Алі-бей аль-Абід. Запеклий опір цьому договору очолив Хашим аль-Атассі, який закликав до шістьдесятиденного страйку на знак протесту. Національний блок, мобілізував широкі верстви населення для протидії цьому договору, бунти і демонстрації вирували, і економіка зайшла в глухий кут.

## Франко-сирійський договір про незалежність
Після переговорів у березні з Деміен де Мартель, французьким верховним комісаром у Сирії, Хашим аль-Атасс вирушив до Парижа, очоливши делегацію блоку. Народний фронт очоливши французький уряд, сформованого в червні 1936 року після виборів квітня-травня, погодився визнати Національний блок як єдиного законного представника сирійського народу і запропонував аль-Атасс вести переговори про незалежність. У результаті договір закликав до негайного визнання незалежності Сирії як суверенної республіки, з повним виведенням військ звільнення протягом 25 років.
У 1936 році франко-сирійський договір про незалежність було підписано, проте не було ратифіковано французьким парламентом. Тим не менш, згідно з договором держави Джебель-аль-друз, алавитів, і Александретта мали були включені в Сирійську республіку протягом наступних двох років. Великий Ліван (наразі Ліванська Республіка) був єдиною державою, яка не приєдналася до Сирійської Республіки. Хашим аль-Атасс, який був прем'єр-міністром під час короткого правління короля Фейсала І (1918–1920), був першим президентом, якого було обрано згідно з новою Конституцією, яка була прийнята після здобуття незалежності.
Договір гарантував включення раніше автономних регіонів друзів і алавитів у склад Великої Сирії, але не Лівану, з яким Франція підписала аналогічний договір у листопаді. Договір також передбачав скорочення французького втручання в сирійські внутрішні справи, а також скорочення французьких військ, персоналу та військових баз в Сирії. У свою чергу, Сирія зобов'язалася підтримати Францію під час війни, в тому числі дозволити використання свого повітряного простору, а також дозвіл Франції використання двох військових баз на території Сирії.
Атасс повернувся в Сирію з тріумфом 27 вересня 1936 року і був обраний президентом Республіки в листопаді.
У вересні 1938 року Франція знову відокремив сирійський санджак Александретта і перетворив його в державу Хатай. Держава Хатай приєдналася до Туреччини, в червні 1939 року. Сирія не визнає включення Хатай до Туреччини, і питання все ще обговорюється і досі.
Новітня загроза через експансію Третього Райху, викликали побоювання, якщо Франція відмовиться від своїх колоній на Близькому Сході, натомість розповсюдить вплив Третій Райх. Це, в поєднанні з великими імперіалістичними амбіціями в деяких рівнях французького уряду, змусили уряд Франції переглянути свої обіцянки і відмовитися ратифікувати договір. Крім того, Франція поступилася Санджак Александретта, терен якого було гарантовано Сирії, на користь Туреччини. Заворушення знову спалахнули, Атасс подав у відставку, і сирійські незалежність була відкладена до закінчення Другої світової війни.

## Друга світова війна і після неї
З падінням Франції в 1940 році під час Другої світової війни, Сирія потрапила під контроль уряду Віші, через рік війська Британії та Вільної Франції вторглися і окупували країну в липні 1941 року. Сирія проголосила свою незалежність ще в 1941 році, але вона не здобула чинності до 1 січня 1944 року, коли вона була визнана як незалежна республіка.
У 1940 році Британія таємно проголосила за мету створення Великої Сирійської держави, яка б забезпечила Британії пільговий статус у військовій, економічній і культурній галузях, в свою чергу для повного припинення гебрейських амбіцій в Палестині. Франція і Сполучені Штати, маючи велике гебрейське лобі у парламенті виступили проти британської гегемонії в регіоні, що в кінцевому підсумку призвело до створення Ізраїлю.
29 травня 1945, Франція бомбардувала Дамаск і спробувала заарештувати її демократично обраних керманичів. У той час як французькі літаки бомбардували Дамаск, прем'єр-міністр Фаріс аль-Хурі був на установчій конференції Організації Об'єднаних Націй в Сан-Франциско, представляючи Сирійські «претензії на звільнення від французького мандату». Тиск сирійських націоналів і британців змусило французів евакуювати свої останні війська 17 квітня 1946.

## Незалежність
Сирія здобула незалежність в 1946 році. Незважаючи на швидкий економічний розвиток що почався після проголошення незалежності, політичні кризи слідували одна за одною до кінця 1960-х.
У 1948 році Сирія брала участь у арабо-ізраїльській війні з новоствореною державою Ізраїль. Сирійська армія зазнала низку поразок від ізраїльської, проте Сирія зберегла всі свої терени. У липні 1949 року Сирія була останньою арабською країною, що підписала угоду про перемир'я з Ізраїлем.
У 1949 році національний уряд Сирії було повалено в результаті військового перевороту на чолі з Хусні аз-Займ. За чотири місяці аз-Займ було повалено Самі али-Гіннаві. Кілька місяців по тому, Гіннаві було повалено полковником Адиб аш-Шишаклі. Шишкалі продовжував правити країною до 1954 року, коли зростання суспільної опозиції змусили його подати у відставку і покинути країну. Після повалення президента Шишкалі в 1954 через переворот, політичні маневри привели арабські націоналістичні й соціалістичні елементи до влади. Між 1946 і 1956 році, у Сирії було 20 різних кабінетів і підготовлено чотири окремих конституції.
Під час Суецької кризи 1956 року, після вторгнення на Синайський півострів ізраїльських військ, і втручання англійських і французьких військ, воєнний стан було оголошено в Сирії. Пізніше сирійські та іракські війська були введені в Йорданію для запобігання можливого ізраїльського вторгнення. У листопаді 1956 було здійснено напади на іракські трубопроводи в помсту за вступ Іраку в Багдадський пакт. На початку 1957 року Ірак попередив Єгипет і Сирію проти захоплення Йорданії.
У листопаді 1956 року Сирія підписала договір з Радянським Союзом, забезпечуючи плацдарм для комуністичного впливу в уряді в обмін на літаки, танки та іншої військової техніки спрямованої до Сирії. Збільшення кількості і якості сирійської військової техніки стурбувало Туреччину, через можливість Сирії спробувати повернути Іскендерун (Александретта), колишнє сирійське місто зараз у складі в Туреччині. З іншого боку, Сирія та СРСР звинуватили Туреччину у збільшенні військ на сирійському кордоні. Під час цього протистояння, комуністи отримали більше контролю над сирійським урядом і військовими. Тільки палкі дебати в Організації Об'єднаних Націй зменшила загрозу війни.
Політична нестабільність Сирії після перевороту 1954 року, паралельність сирійської і єгипетської політики, і заклик президента Єгипту Гамаля Абделя Насера створити унію Сирії і Єгипту, призвело до з'єднання двох країн 1 лютого 1958 року, яке оголосили президент Сирії Шукрі аль-Куатлі і Насер і створення Об'єднаної Арабської Республіки, при цьому всі сирійські політичні партії, в тому числі комуністи перейшли на нелегальний стан.